# Tobrilus sablensis
Tobrilus sablensis är en rundmaskart som beskrevs av Ebsary 1982. Tobrilus sablensis ingår i släktet Tobrilus och familjen Tripylidae. Inga underarter finns listade i Catalogue of Life.